# Enhydrusini
Enhydrusini – plemię chrząszczy z podrzędu drapieżnych i rodziny krętakowatych.

## Opis
Do cech synapomorficznych tej grupy należą wydłużona i asymetryczna spermateka oraz wyraźna, bardziej niż u Orectochilini wydłużona apodema tylnej części gonocoxa.

## Rozprzestrzenienie
Plemię wykazane ze wszystkich krain zoogeograficznych.

## Systematyka
Plemię zostało w latach 1926-27 podzielone na dwa plemiona przez Georga H. A. Ochsa. O ile Dineutini są z pewnością monofiletyczne, o tyle jednak monofiletyzm Enhydrini po ich wyłączeniu jest kwestionowany. Praca Boucharda i innych z 2011 roku traktuje plemiona Ochsa jako podplemiona plemienia Enhydrini. Systematyka po ich uwzględnieniu przedstawia się następująco:
- Enhydrusina Régimbart, 1882
  - Macrogyrus Régimbart, 1882
  - Andogyrus Ochs, 1924
  - Enhydrus Laporte, 1834
- Dineutina Desmarest, 1851
  - Porrorhynchus Laporte, 1835
  - Dineustus MacLeay, 1825